# Butkara

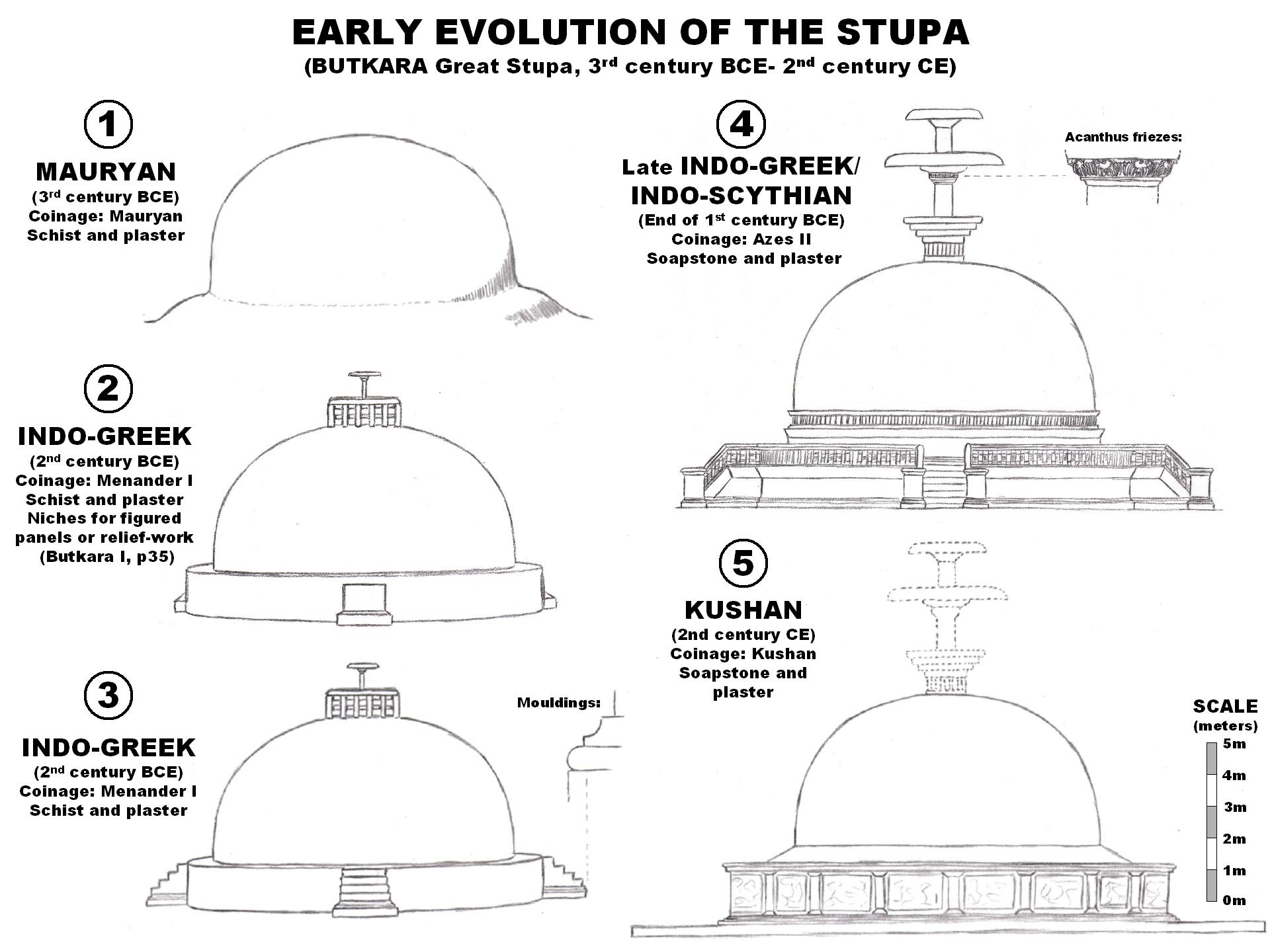
Vývoj stúpy

Butkara je název stúpy (buddhistická sakrální stavba), která se nacházela v pákistánském Svátu. Dnes jsou její pozůstatky jedním z nejdůležitějších svátských archeologických nalezišť. Je možné, že byla původně postavena maurjovským králem Ašókou, její datace však spadá do doby zhruba o století později. Stúpa byla celkem pětkrát rozšiřována, poslední přestavba proběhla ve 2. století za vlády Kušánů.
Butkaru zdobila reliéfní výzdoba buddhistických výjevů, jako jsou obrazy ze života Buddhy, meditující Buddha apod. V oblasti byly nalezeny sloupové Indo-korintské hlavice, typické pro řecko-buddhistické umění. Stúpu od roku 1955 zkoumala italská expedice (IsIOAO: Istuto Italiano per l'Africa e l'Oriente) vedená archeologem Pierfrancesco Callierim.